# Yellow Submarine (canção)
"Yellow Submarine" é uma canção gravada pela banda britânica The Beatles no álbum Revolver, em 1966. Foi também lançada como single, tendo como Lado B a canção "Eleanor Rigby". É uma das canções mais famosas da banda. A música é cantada pelo baterista Ringo Starr, e é caracterizada por um refrão marcante e muitos efeitos sonoros. A canção inspirou a criação do desenho animado musical homônimo, lançado dois anos depois, e foi incluída no álbum da sua trilha sonora. Anos mais tarde, a canção foi também incluída na coletânea Yellow Submarine Songtrack.

## Composição
Creditada a Lennon/McCartney, a canção foi composta por Paul McCartney, com John Lennon e Donovan colaborando com a letra. Em entrevista em 1994, Paul se recordou da sua criação: "Eu estava pensando nela como uma canção para Ringo cantar, o que acabou mesmo acontecendo, então eu concebi o vocal com pouca variação melódica e comecei a construir uma história, algo como um marinheiro veterano contando para os jovens sobre onde ele morava. Pelo que eu me recordo, a canção foi composta quase completamente por mim... Creio que John colaborou." John, por sua vez, em entrevista realizada em 1980, lembrou: "Yellow Submarine é mesmo uma criação de Paul. Donovan ajudou com a letra. Eu também ajudei com a letra. Nós virtualmente fizemos a canção nascer no estúdio, mas baseados na inspiração de Paul, na ideia de Paul, com o título definido por Paul... A canção foi escrita para Ringo."
Sobre sua colaboração na letra da canção, o próprio Donovan relatou: "Eu ajudei Paul com a letra de Yellow Submarine. Ele veio ao meu apartamento e largou seu Aston Martin no meio da rua com as portas abertas e o rádio ligado. Ele tocou para mim Eleanor Rigby com uma letra diferente e disse que tinha uma outra canção em que estava faltando um verso. Era uma parte pequena e eu fui até a sala ao lado e cunhei sky of blue and sea of green. Eles sempre pediam para outras pessoas ajudarem com um verso ou dois, então eu ajudei com aquele trecho. Ele sabia que eu gostava de trabalhar com canções infantis e também sabia que eu provavelmente poderia ajudar. Tenho certeza de que ele poderia ter escrito aquele verso por ele mesmo, mas imagino que ele queria que outra pessoa colaborasse com um trechinho, e foi o que eu fiz... Não foi nada demais, mas ele gostou e o verso ficou na canção."

## Gravação
Produzida por George Martin e tendo Geoff Emerick como engenheiro de som, foram realizadas cinco tomadas da canção em 26 de maio de 1966 nos estúdios Abbey Road, e os efeitos especiais foram adicionados alguns dias depois, em 1 de junho. Os efeitos especiais incluíram John soprando bolhas com um canudo em um balde de água, sons de uma festa e de uma sala de motores, uma banda de metais e algumas frases gritadas como se fossem ordens.

## Ficha Técnica
- Ringo Starr: Vocal principal e bateria
- John Lennon: Violão, Efeitos de bolhas e vocal de apoio
- Paul McCartney: Baixo e vocal de apoio
- George Harrison: Violão, pandeiro e vocal de apoio
- Músicos de estúdio: Banda de Metais
- Mal Evans: Bumbo e vocal de apoio
- Nos vocais do refrão cantam: George Martin, Pattie Boyd, Mariane Faithfull, Mal Evans, Neil Aspinall, Brian Jones, Brian Epstein e Geoff Emerick